# Klingen (Aichach)
Klingen ist ein Pfarrdorf und Stadtteil von Aichach und eine Gemarkung im Landkreis Aichach-Friedberg (Bayern).
Auf der Gemarkung Klingen liegen das Pfarrdorf Klingen, der Weiler Blumenthal mit Schloss Blumenthal und die Einöden Andersbach, Gansbach, Matzenberg und Wilpersberg. Die Gemarkung ist der flächenmäßig größte Stadtteil Aichachs.

## Geschichte
1177 schrieb man den Ort Chlingen. Die Herkunft des Ortsnamens ist aber unklar. Vielleicht bedeutet er „wildes Wasser, Gießbach oder Schlucht“. Um 1240 hieß der Ort Machamshoven, im 12. Jahrhundert vermutlich Fuklingen. 1417 schrieb man ihn Clingen. Seit 1464 hat der Ort Klingen seinen Namen in der heute noch gültigen Form. 1752 zählte das Dorf 66 Anwesen. Die Gemeindegründung mit den Nachbarorten Blumenthal, Andersbach, Gansbach, Matzenberg und Wilpersberg erfolgte 1818. Sie hatte 1840 477 Einwohner. Am 1. Januar 1977 kam die Gemeinde Klingen mit 867 Einwohnern und einer Fläche von 16,39 km² im Zuge der Gemeindegebietsreform zur Stadt Aichach. Im Dezember 2023 zählte Klingen 1.145 Einwohner.

## Sehenswürdigkeiten

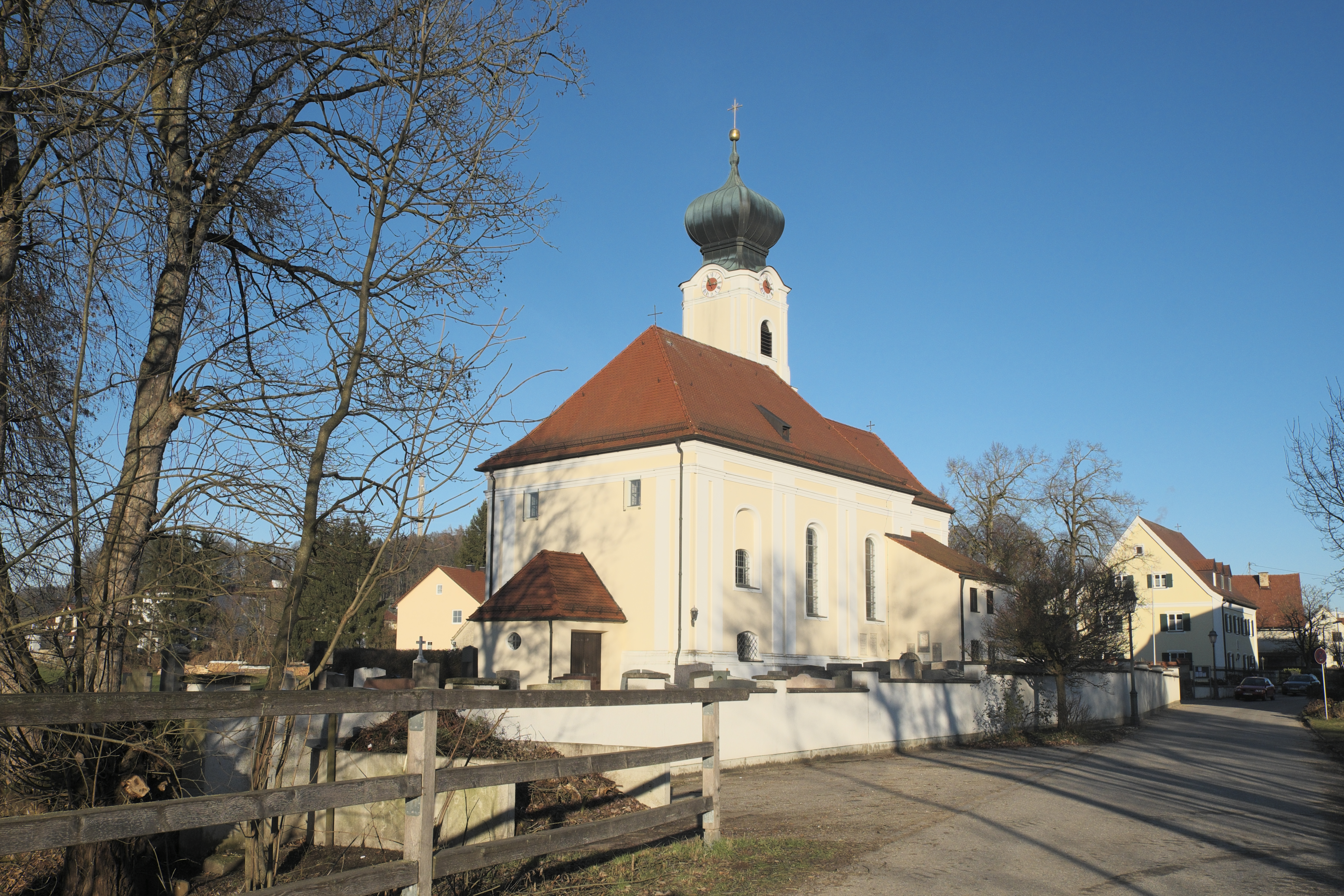
Pfarrkirche Mariä Himmelfahrt

Siehe auch: Liste der Baudenkmäler in Klingen
- Katholische Pfarrkirche Mariä Himmelfahrt

## Bodendenkmäler
Siehe: Liste der Bodendenkmäler in Aichach

## Persönlichkeiten
- Joseph Graf Fugger von Glött (1869–1903), Offizier der Kaiserlichen Schutztruppe in Deutsch-Ostafrika und Kamerun
- Peter-Erhard Mossack, Vater von Jürgen Mossack, dem Mitbegründer von Mossack Fonseca[3]